# Zarytowo
Zarytowo (biał. Зарытава, Zarytawa; ros. Зарытово, Zarytowo) – wieś na Białorusi, w obwodzie brzeskim, w rejonie lachowickim, w sielsowiecie Żerebkowicze.

## Historia
W XIX i w początkach XX w. położone było w Rosji, w guberni mińskiej, w powiecie słuckim, w gminie Lachowicze.
W dwudziestoleciu międzywojennym leżało w Polsce, w województwie nowogródzkim, w powiecie baranowickim, w gminie Lachowicze. W 1921 miejscowość liczyła 554 mieszkańców, zamieszkałych w 113 budynkach, w tym 547 Białorusinów, 3 Polaków i 4 osoby innej narodowości. Wszyscy mieszkańcy byli wyznania prawosławnego.
Po II wojnie światowej w granicach Związku Sowieckiego. Od 1991 w niepodległej Białorusi.